# Белянский, Игорь Леонидович
Игорь Леонидович Белянский (29 октября 1950, Симферополь — 31 октября 2006, Симферополь) — советский и украинский врач, журналист, краевед, специалист по топонимике Крыма. Издал в 1998 году наиболее известный в настоящее время словарь крымской топонимики. Его именем названа пещера в массиве Мердвен-каясы Главной гряды Крымских гор.

## Биография
Родился 29 октября 1950 года в Симферополе в семье врачей. Поступил в Крымский медицинский институт на лечебный факультет, который окончил в 1974 году. Работал по распределению в селе Вересаево Сакского района более десяти лет. Подвергся нападению сельских хулиганов, получил травму головы. После возвращения в Симферополь работал врачом на стадионе «Фиолент» в Симферополе. Позднее уволился и к медицине более не возвращался.
После этого Игорь Белянский нигде официально не работал, отдавая всё время полевым исследованиям. Во время перестройки и в начале 1990-х годов девальвировались его сбережения. Сильно бедствовал, в отдельное время он буквально переходил на подножный корм, принося из леса рюкзаки ягод, фруктов, орехов и грибов. Составитель «Топонимики Крыма» Юрий Беляев вспоминает: «По существу Игорь тогда был нищим, вот только главных способов существования нищих — мусорных баков и попрошайничества он себе позволить не мог».
Отсутствие денег отразилось на мобильности. Выросшие цены на билеты исключили дальние поездки. По сведениям Беляева, Белянский пешком преодолевал многие километры. Друзья и ценители его коллекции топонимов старались помочь деньгами, едой или работой, но, как правило, Белянский отказывался от любой помощи.
Попал в дорожно-транспортное происшествие в свой день рождения. При переходе улицы Киевской напротив гостиницы «Москва» его сбила маршрутка. Умер в больнице три дня спустя 31 октября 2006 года. При нём не было документов, поэтому знакомые не сразу узнали о его смерти.

## Исследования
Увлечение туризмом и горами у Белянского началось в институтские годы. Товарищ Белянского, кандидат медицинских наук, доцент Владимир Рыжиков вспоминал в сборнике «Топонимика Крыма 2010». «Вначале карт у нас не было, ходили просто по направлениям, забираясь в глухие места, находили древние тропы с крепидами, какие-то развалины, таврские ящики. Всё это будоражило наше любопытство, и поэтому мы стали собирать по крупицам и записывать старые названия, населённых пунктов и географические, со слов старожилов и других туристов».
Системно исследовать крымские топонимы Игорю предложил крымский исследователь А. А. Щепинский. По воспоминаниям экскурсовода Натальи Воробьёвой, приведённым в том же сборнике, за 20 лет к 1990-м годам Белянский стал лучшим специалистом по топонимике Крыма. Он практиковал практически детективную методику сбора и перепроверки данных: «На месте [Белянский] пытался понять, почему этот или другой объект назвали так, а не иначе. Почему гора называется „Учташинкунешлиги“ — три камня, солнцем освещённые. И выяснял на рассвете, что это три вершины, а не три камня, которые первыми розовеют в солнечных лучах».
Для Белянского первоочередной задачей была локализация топонима, а не его трактовка. Если слово можно было без труда перевести на русский язык, зачастую становилось легче «привязать» понятие к местности. Белянский записывал полученные данные обычным списком в пухлые канцелярские тетради размером А4. Параллельно он наносил добытые названия на карту, постоянно обновляя свою «базу данных». Выявил, идентифицировал на местности и сохранил более 38000 исторических географических названий и составил 138 топонимических карт Крыма.
С начала 1990-х годов начинает публиковать свои результаты в крымской прессе, сотрудничал с Симферопольским краеведческим музеем (ныне Центральный музей Тавриды). В 1998 году выходит его главный труд Белянский И. Л., Лезина И. Н., Суперанская А. В. "Крым. Географические названия: Краткий словарь." В соавторстве выступила крупная московская лингвистка, профессор Суперанская А. В..
По словам доцента географического факультета КФУ им. В.И. Вернадского Сергея Киселёва, на картах Белянского встречаются не только тюркские названия, но и греческие, славянские и более древние. Они — след от тех автохтонных народов, что населяли Крым на рубеже II—I тысячелетий до нашей эры. «Мы к топонимам должны относиться как к памятникам культуры. Для меня самый интересный пласт так называемой утерянной топонимики — от тех языков, которые мы уже не знаем. Почему интересно? Потому что мы ещё не раскрыли содержание этих топонимов».

### Прижизненная
- Белянский И. Л. «Здесь рождается Бельбек», газета «Колесо Обозрения», № 1, 1993 г.
- Белянский И. Л. «Загадка урочища Богаз-Сала», журнал «Известия Крымского республиканского краеведческого музея», № 5, 1994 г.
- Белянский И. Л. «Демерджи знакомая и незнакомая», «На подступах к Караби», журнал «Известия Крымского республиканского краеведческого музея», № 8, 1994 г. стр. 10-18
- Белянский И. Л. «Заметки по крымской топонимике», журнал «Историческое наследие Крыма», № 17, 2006 г.
- Белянский И. Л., Лезина И. Н., Суперанская А. В. Крым. Географические названия: Краткий словарь. — Симферополь: Таврия-Плюс, 1998. — 190 с. — ISBN 978-966-8174-93-3. Архивировано 17 октября 2020 года.

### Посмертная
- Топонимика Крыма 2010: Сборник статей памяти И. Л. Белянского. -Симферополь: Универсум, 2010. — 376 с.: ил., [32] л. ил. ISBN 978-966-8048-47-0

## Память
В 2008 году в районе горного массива Мердвен-Каясы группой севастопольских альпинистов А. Гениушем, В. Кудрявцевым и А. Ляшко была обнаружена неизвестная пещера. В 2012 году она была детально обследована и получила код 163-3. 44°25′17″ с. ш. 33°52′26″ в. д.Географический объект было решено назвать в честь крымского краеведа-энтузиаста Игоря Леонидовича Белянского (1950—2006).